# Lima Challenger 2024
Il Lima Challenger 2024 è stato un torneo maschile di tennis professionistico. È stata la 26ª edizione del torneo, facente parte della categoria Challenger 50 nell'ambito dell'ATP Challenger Tour 2024, con un montepremi di 41 000 $. Si è giocato dal 10 al 16 giugno 2024 sui campi in terra rossa del Centro Promotor de Tenis de Miraflores di Lima, in Perù.

## Partecipanti

### Teste di serie
| Nazionalità | Giocatore                     | Ranking* | Testa di serie |
| ----------- | ----------------------------- | -------- | -------------- |
| Argentina   | Juan Manuel Cerúndolo         | 178      | 1              |
| Argentina   | Santiago Fa Rodríguez Taverna | 245      | 2              |
| Libano      | Hady Habib                    | 259      | 3              |
| Argentina   | Renzo Olivo                   | 274      | 4              |
| Perù        | Gonzalo Bueno                 | 276      | 5              |
| Ecuador     | Álvaro Guillén Meza           | 279      | 6              |
| Argentina   | Andrea Collarini              | 292      | 7              |
| Brasile     | Pedro Sakamoto                | 302      | 8              |
| Giamaica    | Blaise Bicknell               | 306      | 8              |

* Ranking al 27 maggio 2024.

### Altri partecipanti
I seguenti giocatori hanno ricevuto una wild card per il tabellone principale:
- Nicolás Álvarez
- Milledge Cossu
- Luis José Nakamine

I seguenti giocatori sono entrati in tabellone come alternate:
- Pedro Boscardin Dias
- Nicolas Zanellato

I seguenti giocatori sono passati dalle qualificazioni:
- Karue Sell
- Harrison Adams
- Emile Hudd
- Mateo Barreiros Reyes
- Igor Gimenez
- Diego Augusto Barreto Sánchez

Il seguente giocatore è entrato in tabellone come lucky loser:
- Wilson Leite

## Punti e montepremi
| Torneo    | Torneo              | V     | F     | SF    | QF    | 2T  | 1T  | Q | Q2  | Q1  |
| Singolare | Punti               | 50    | 25    | 14    | 8     | 4   | 0   | 3 | 1   | 0   |
| Singolare | Premi in denaro ($) | 5,500 | 3,260 | 1,900 | 1,120 | 660 | 395 | – | 215 | 125 |
| Doppio    | Punti               | 50    | 25    | 14    | 8     | –   | 0   | – | –   | –   |
| Doppio    | Premi in denaro ($) | 2,130 | 1,250 | 745   | 435   | –   | 245 | – | –   | –   |

## Campioni

### Singolare
Juan Manuel Cerúndolo ha sconfitto in finale  Pedro Boscardin Dias con il punteggio di 6–4, 6–3.

### Doppio
Hady Habib /  Trey Hilderbrand hanno sconfitto in finale  Pedro Boscardin Dias /  Pedro Sakamoto con il punteggio di 7–5, 6–3.